# X-Pensive Winos

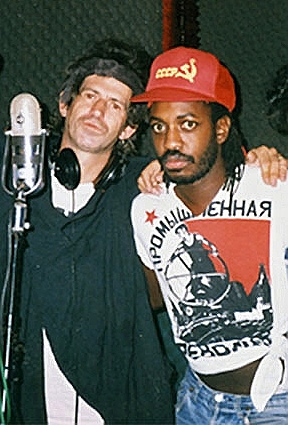
Keith Richards (links) und Steve Jordan während der Aufnahmen zu Talk Is Cheap, New York 1988

Die X-Pensive Winos waren von 1988 bis 1993 die Band von Rolling-Stones-Gitarrist Keith Richards, mit der er zwei Studioalben und ein Livealbum veröffentlichte. Das Repertoire der Band bestand hauptsächlich aus Kompositionen von Richards;
Mit ihren beiden Studioalben gingen Richards und die Band jeweils auf Tournee. 1991 erschien das Livealbum Live at the Hollywood Palladium, das im Rahmen der Talk-Is-Cheap-Tour am 15. Dezember 1988 im Hollywood Palladium in Los Angeles aufgenommen worden war. Das erste Studioalbum Talk Is Cheap wurde lediglich in den Vereinigten Staaten während dieser dreiwöchigen Tour live vorgestellt, mit dem zweiten Album Main Offender ging die Band auch in Europa und Südamerika auf Tournee. Das bisher einzige Konzert in Deutschland fand am 29. November 1992 in der Kölner Sporthalle vor etwa 8.000 Menschen statt und wurde am selben Abend um drei Stunden zeitversetzt als Fernsehsendung der ARD im Rahmen des Rockpalastes ausgestrahlt.
Die Band unterstützte Richards auf dessen Soloalbum Crosseyed Heart aus dem Jahr 2015 und spielte in diesem Jahr eine Show mit ihm im Apollo Theatre in Harlem (ohne Drayton und ohne Keys, der 2014 verstarb). Am 10. März 2022 traten die X-Pensive Winos bei dem Benefiz-Konzert Love Rocks NYC im New Yorker Beacon Theatre in der Besetzung Richards, Wachtel, Neville, Jordan und mit Will Lee am Bass auf.
Der Name X-pensive Winos (deutsch: „Teure [Wein-] Trinker“) soll entstanden sein, als die Bandmitglieder während der Aufnahmesessions zum Album Talk Is Cheap in einer Pause Rotwein der Rothschild-Weingüter tranken.

## Bandmitglieder
- Keith Richards – Gesang, Gitarre
- Steve Jordan – Schlagzeug
- Sarah Dash – Gesang
- Waddy Wachtel – Gitarre
- Charley Drayton – Bass
- Ivan Neville – Keyboards
- Bobby Keys – Saxophon

## Diskografie
- 1988: Talk Is Cheap (UK-Charts: Platz 37, US-Charts: Platz 24)[1]
- 1991: Live at the Hollywood Palladium (Live)
- 1992: Main Offender
- 2010: Vintage Vinos